# Pureza (Rio Grande do Norte)
Pureza é um município do estado do Rio Grande do Norte, Brasil. Sua população, conforme estimativas do IBGE de 2024, era de 9 707 habitantes.

## Geografia
Com 504,294 km² de área (0,9549% da superfície estadual), Pureza se limita a norte com Touros; a sul com Taipu, Poço Branco e João Câmara; a leste com Maxaranguape e Rio do Fogo e a oeste com Touros e João Câmara. Na divisão territorial do Brasil feita pelo Instituto Brasileiro de Geografia e Estatística (IBGE) em 2017, o município pertence às regiões geográficas intermediária e imediata de Natal; antes, na divisão em mesorregiões e microrregiões que vigorava desde 1989, fazia parte da microrregião do Litoral Nordeste, uma das quatro microrregiões formadoras da mesorregião do Leste Potiguar. A cidade está a 64 km de Natal, capital estadual, e a 2 468 km de Brasília, a capital federal.
O território de Pureza está inserido tanto nos tabuleiros costeiros, também chamados de "planaltos rebaixados", e quanto na Chapada da Serra Verde, com altitudes geralmente superiores aos tabuleiros. Os solos locais são profundos e de forte a excessivamente drenados, porém pouco férteis e, em sua maior parte, de textura arenosa, caracterizando as areias quartzosas distróficas, chamadas de neossolos na nova classificação brasileira de solos. Também ocorrem, em áreas menores, o latossolo, os solos orgânicos (organossolos), o vertissolo e o solo bruno não cálcico (luvissolo). A geologia local é constituída por sedimentos terciários do Grupo Barreiras, exceto na porção oeste do município, onde ocorrem os calcários da Formação Jandaíra, ambos inseridos na Bacia Potiguar.
Pureza está em uma área de transição entre os biomas Mata Atlântica e Caatinga, que ocupam 7% e 93% da área do município, respectivamente. A Mata Atlântica, mais densa, apresenta-se sob as formas de floresta subperenifólia e subcaducifólia, o primeiro verde ao longo de todo o ano e o segundo com folhas caducas, que caem na estação seca, tal como ocorre na Caatinga, onde são comuns arbustos e espécies com presença de espinhos. Na hidrografia, 58,91% do território purezense estão na bacia hidrográfica do rio Punaú, 38,49% na bacia do rio Maxaranguape e os 2,5% restante na bacia do Boqueirão. Na zona urbana está localizada a fonte do olheiro, importante ponto turístico que abriga a nascente do Rio Maxaranguape, cuja foz está em Barra de Maxaranguape, uma praia do Oceano Atlântico, logo após passar pela cidade de Maxaranguape.
Embora Pureza esteja na região do semiárido brasileiro delimitada pelo governo federal, que leva em conta o risco de seca, o clima é considerado tropical chuvoso com verão seco, com chuvas concentradas no período de março a julho, sendo abril e junho os meses de maior precipitação. Desde 1962, quando foi instalado um pluviômetro na cidade, o maior acumulado de chuva em 24 horas alcançou 205 mm em 30 de julho de 1998, seguido por 193,7 mm em 18 de fevereiro de 2018. A partir de dezembro de 2018, quando entrou em operação uma estação meteorológica automática da EMPARN na cidade, a menor temperatura ocorreu em 16 de agosto de 2022, com mínima de 17,6 °C, e a maior atingiu 35,6 °C nos dias 12 de janeiro de 2019 e 22 de março de 2020.
| Dados climatológicos para Pureza                                                                | Dados climatológicos para Pureza | Dados climatológicos para Pureza | Dados climatológicos para Pureza | Dados climatológicos para Pureza | Dados climatológicos para Pureza | Dados climatológicos para Pureza | Dados climatológicos para Pureza | Dados climatológicos para Pureza | Dados climatológicos para Pureza | Dados climatológicos para Pureza | Dados climatológicos para Pureza | Dados climatológicos para Pureza | Dados climatológicos para Pureza |
| Mês                                                                                             | Jan                              | Fev                              | Mar                              | Abr                              | Mai                              | Jun                              | Jul                              | Ago                              | Set                              | Out                              | Nov                              | Dez                              | Ano                              |
| ----------------------------------------------------------------------------------------------- | -------------------------------- | -------------------------------- | -------------------------------- | -------------------------------- | -------------------------------- | -------------------------------- | -------------------------------- | -------------------------------- | -------------------------------- | -------------------------------- | -------------------------------- | -------------------------------- | -------------------------------- |
| Temperatura máxima recorde (°C)                                                                 | 35,6                             | 35                               | 35,6                             | 34,8                             | 33,8                             | 33,6                             | 32,9                             | 32,9                             | 33,5                             | 34,2                             | 34,7                             | 34,9                             | 35,6                             |
| Temperatura mínima recorde (°C)                                                                 | 21,4                             | 21,4                             | 21,6                             | 22,2                             | 21,4                             | 19,7                             | 18,1                             | 17,6                             | 18,9                             | 19,4                             | 20                               | 19,4                             | 17,6                             |
| Precipitação (mm)                                                                               | 55,2                             | 76,2                             | 155,6                            | 167                              | 130,7                            | 151,8                            | 118,5                            | 53                               | 29,6                             | 9,9                              | 10,5                             | 13,1                             | 971,1                            |
| Fonte: EMPARN (recordes de temperatura: 01/12/2018-presente; médias de precipitação: 1962-2018) |                                  |                                  |                                  |                                  |                                  |                                  |                                  |                                  |                                  |                                  |                                  |                                  |                                  |